# Shirin Gerami
Shirin Gerami foi a primeira mulher triatleta do Irã a competir e terminar o Campeonato Mundial de Ironman em 2016.
Como única mulher autorizada a representar seu país em competições de triathlon, ela chamou atenção ao realizar todas as provas com um hijab e completar os 3.800m de natação, 180 km de ciclismo e mais de 42,2 km de corrida.
Ela foi indicada como uma das 100 Mulheres (BBC) em 2016.